# Antoine Bertin
 (août 2023).
Si vous disposez d'ouvrages ou d'articles de référence ou si vous connaissez des sites web de qualité traitant du thème abordé ici, merci de compléter l'article en donnant les références utiles à sa vérifiabilité et en les liant à la section « Notes et références ».
Pour les articles homonymes, voir Bertin.
Antoine Bertin, dit le chevalier Bertin, est un officier militaire et poète français né le 10 octobre 1752 à Sainte-Suzanne (La Réunion), et mort le 30 juin 1790 à Saint-Domingue.

## Biographie

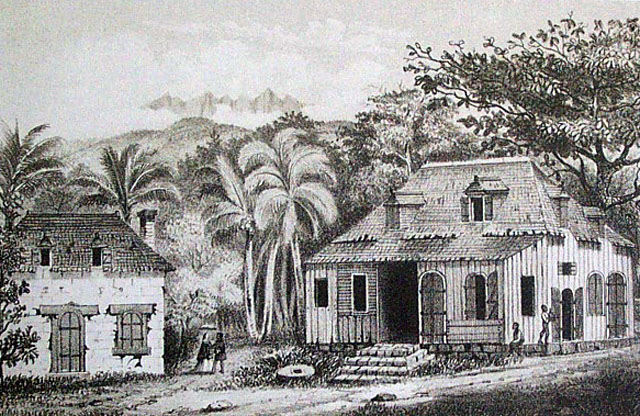
Maison de naissance d'Antoine Bertin à Sainte-Suzanne.

Fils de François Jacques Bertin d'Avesnes, futur gouverneur de l'île Bourbon (La Réunion), et de Françoise Christine Mathieu de Merville de Saint-Rémy, Antoine Bertin est un créole blanc né le 10 octobre 1752 à Sainte-Suzanne, quartier de l'île dont son père est alors le commandant (il ne sera gouverneur de Bourbon que de 1763 à 1767). 
Après une éducation lazariste à Bourbon, il est envoyé en hexagone pour parfaire son éducation et lui offrir l'opportunité d'une carrière dans les armes (comme c'était l'usage dans les grandes familles de colons de l'île). Longtemps nostalgique de son île natale où il ne revint jamais, il se disait lui-même « transplanté dans Paris », selon une métaphore végétale récurrente dans son oeuvre. Il fait de brillantes études à la pension Colin de Picpus puis au collège du Plessis. Il entre dans la carrière des armes et devient lieutenant puis capitaine de cavalerie au régiment de Franche-Comté, avant d'être en 1777 écuyer du comte d'Artois.
Il fut un familier de la cour de Louis XVI et de la reine Marie-Antoinette. Attiré par la poésie, il commença par imiter Claude-Joseph Dorat. Ami et commensal d'Évariste de Forges de Parny, son compatriote de l'île Bourbon, il faisait partie de sa « société de la Caserne », à Marly, société fort libre, et mêlait avec lui les plaisirs de la vie et ceux de la poésie. Au début des années 1770, il fait paraître à Londres son premier recueil, Mes Rêveries, qui connaît un accueil peu favorable. Mais dès 1772, Bertin avait collaboré à l'Almanach des Muses. En 1777, il publia un Voyage en Bourgogne mêlé de prose et de vers, à l'imitation du célèbre Voyage de Chapelle et Bachaumont. Ce texte constitue une "réponse" au Voyage à l'île Bourbon de son ami Parny, auquel le poète s'adresse explicitement. 

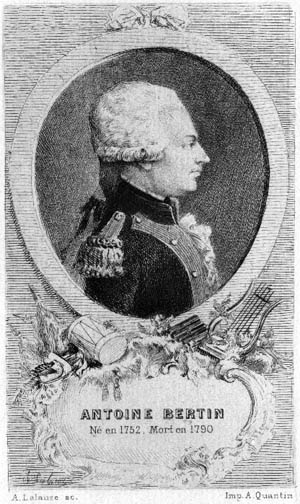
Portrait d'Antoine Bertin.

Vers 1773, Antoine Bertin s'éprit de la créole de Bourbon Marie-Catherine Sentuary, sœur de Michelle de Bonneuil, toutes les deux très jolies et membres, comme lui, de la société anacréontique dite de la Caserne. Leur liaison dura sept ans. La jeune femme est décrite dans Les Amours sous le nom d'Eucharis. Lorsqu'elle mourut prématurément d'un « mal lent et funeste », en 1783, il lui consacra quelques-uns de ses plus beaux vers. Il voyagea en Italie où il fut séduit par les ruines antiques. Par la suite, Antoine Bertin se lia avec une autre femme, qu'il chante dans le livre III de ses Amours (les deux premiers étant consacrés à Eucharis) : Catilie. Celle-ci semble aussi être une Bourbonnaise, Elisabeth Lagourgue, qui fréquentait la demeure familiale des Bertin dans le Bordelais. 
Selon certains biographes, il semble qu'il prit part à la Guerre d'indépendance des États-Unis et qu'il aurait écrit un texte à ce sujet, mais aucune preuve n'a encore pu l'attester. De retour en France métropolitaine, il effectua vers 1782 un voyage à Cauterets pour y soigner une santé compromise. C'est de là qu'il adressa une lettre restée célèbre à Évariste de Parny, la "Lettre écrite des Pyrénées" (publiée dans la section "Oeuvres diverses" de ses Oeuvres complètes) : ce texte en prosimètre repose sur une esthétique du sublime qui a pu inspirer notamment Lamartine
Peu avant la Révolution française, Bertin s'embarqua pour Saint-Domingue afin d'épouser Hélène de Lestang. Il arriva épuisé, et le mariage dut être retardé. Il fut enfin célébré en juin 1790 dans la chambre du poète, qui s'évanouit sitôt après avoir prononcé le « oui ». Il mourut âgé de seulement 38 ans, 17 jours plus tard, le 30 juin, emporté par le typhus.

## Œuvre
Bertin n'a pour ainsi dire rien composé que des élégies et des lettres mêlées de prose et de vers. Ses élégies ont été réunies sous le titre Les Amours (1773, 1780). Elle lui ont valu le surnom de « Properce français » par Garat, repris ensuite par d'autres poètes et critiques. Il imite souvent Tibulle et Ovide. Ses vers sont harmonieux, spirituels, de bon ton, plein de grâce et de sentiment, ils ne manquent pas de sensualité, mais l'auteur reste un poète du XVIIIe siècle, assez académique. Sa sensibilité se fait jour dans certains poèmes et lettres des "Oeuvres diverses", comme la "Lettre écrite des Pyrénées", le poème satirique et anti-esclavagiste "Aux Sauvages", qui reprend certains topoï des Lumières, dans certaines peintures de son île natale qui, tout en jouant sur les clichés exotiques, traduisent le sentiment de la perte des origines. Catriona Seth a montré combien Bertin et son compatriote Parny ont permis de renouveler la poésie de la fin du XVIIIe siècle. 
- Les Amours, élégies en trois livres, 1773, 1780.
- Voyage de Bourgogne, Le Jay, Paris 1777.
- Épître à M. Des Forges-Boucher, 1778.

Ses Œuvres complètes ont été réunies à Paris en 1802 et en 1824, 1 volume in-8.
- Voyage de Bourgogne, in : Jean-Michel Racault (éd.), Voyages badins, burlesques et parodiques du XVIIIe siècle, Presses Universitaires de Saint-Etienne, 2005, p. 217-239.
- "Oeuvres complètes", G. Armand (éd.), Paris, Classiques Garnier, 2016, 415 p.

## Source partielle
- Marie-Nicolas Bouillet  et Alexis Chassang (dir.), « Antoine Bertin » dans Dictionnaire universel d’histoire et de géographie, 1878 (lire sur Wikisource)
- C. Seth, Oubliées et non perdues : les Rêveries de Bertin in Cahiers Roucher – André Chénier n° 10 - 11 (1990-1991).
- C. Seth, Les poètes créoles du XVIIIe siècle, Paris-Rome, Memini, Bibliographie des écrivains français, 1998, 318 p.
- Jean-Michel Racault, Mémoires du grand océan. Des relations de voyages aux littératures francophones de l'océan Indien, Paris, Presses Universitaires de Paris-Sorbonne, 2007, p. 161-188.